# Arthur Sweeney
Arthur Wellington Sweeney (* 20. Mai 1909 in Dublin; † 27. Dezember 1940 in Takoradi, Ghana) war ein britischer Sprinter.
Bei den British Empire Games 1934 in London siegte er über 100 Yards, 220 Yards und mit der englischen 4-mal-110-Yards-Stafette.
1936 erreichte er bei den Olympischen Spielen in Berlin über 100 Meter das Halbfinale und schied über 200 Meter im Vorlauf aus.
Bei den Europameisterschaften 1938 in Paris wurde er Fünfter über 100 Meter und gewann mit der britischen Mannschaft Bronze in der 4-mal-100-Meter-Staffel.
Je zweimal wurde er Englischer Meister über 100 Yards (1935, 1939) und 220 Yards (1936, 1937).
Er starb bei einem Flugzeugabsturz.

## Persönliche Bestzeiten
- 100 yds: 9,8 s, 1936
- 100 m: 10,4 s, 2. Juli 1937, Wuppertal
- 220 yds: 21,2 s, 14. September 1935, Johannesburg (entspricht 21,1 s über 200 m)